# Alain Madeleine-Perdrillat
Alain Madeleine-Perdrillat, né le 7 septembre 1949 à Paris, est un historien de l'art français.

## Biographie
Alain Madeleine-Perdrillat a dirigé plusieurs années le département de la Communication de la Réunion des musées nationaux puis celui de l'Institut national d'histoire de l'art, à Paris. 
Il a écrit un recueil de poèmes, quelques ouvrages d'histoire de l'art et, dans des revues, de nombreux textes sur des poètes (Yves Bonnefoy et Philippe Jaccottet) et sur des artistes des XXe et XXIe siècles (Nasser Assar, François Barbâtre, Vincent Bebert, Marlyne Blaquart, André Boubounelle, Jean-Yves Cousseau, Astrid de La Forest, Erik Desmazières, Chiara Gaggiotti, Claude Garache, Assunta Genovesio, Pascale Hémery, Alexandre Hollan, Farhad Ostovani, Gérard de Palézieux, Corinne Pauvert, Nicolas Poignon, Michel Quérioz, Jean-Baptiste Sécheret, Gérard Titus-Carmel, Lucy Vines), dont il a souvent préfacé les catalogues d'exposition. Il a aussi écrit plusieurs études consacrées à l'oeuvre de Paul Cezanne sur le site de la Société Paul Cezanne. 

## Publications
- Masolino et Masaccio par Roberto Longhi, traduction de l'italien, éditions Pandora, 1981
- Seurat, éditions Skira, Genève,1990.
- Un dimanche avec Vermeer, éditions Skira, Genève, 1994.
- Un dimanche au Louvre, éditions Skira, Genève,1994.
- Un dimanche avec Cézanne, éditions Skira, Genève,1995.
- Nicolas de Staël, éditions Hazan, Paris, 2003.
- De longues absences suivi de Treize poèmes d'hiver en Corrèze, éditions La Dogana, Genève, 2004.
- Lucy Vines. OEuvres sur papier, éditions William Blake & Co, Bordeaux, 2007
- Texte dans Aquarelles d'Anne-Marie Jaccottet : arbres, chemins, fleurs et fruits, avec trois autres textes, de Philippe jaccottet, de Florian Rodari et d'Alain Paire. éditions La Dogana, Genève, 2008.
- Laurent de La Hyre, "La Mort des enfants de Béthel", Lille, éditions Invenit, 2010.
- Entretiens avec Claude Garache, avec un texte de Florian Rodari et un texte de Marie du Bouchet, éditions Hazan, Paris, 2010.
- Texte dans Lucy Vines (avec trois autres textes), éditions William Blake & Co, Bordeaux, 2011.
- La vie d'un peintre par Gino Sévérini, traduction de l'italien, éditions Hazan, Paris, 2011.
- Alexandre Hollan. L'expérience de voir (sous la direction), Somogy éditions d'Art, Paris, 2013.
- Damiers, avec un texte d'Yves Bonnefoy, éditions des Cendres, Paris, 2015.
- L'originalité de Thomas Jones  par Lawrence Gowing, traduction de l'anglais et postface, éditions Fage, Lyon, 2017.
- Texte dans Vincent Bebert, avec des textes d'Alexandre Hollan, Bernard Léon et Yves Michaud, Somogy éditions d'Art, 2018.
- Chiara Gaggiotti. D'un temps suspendu en peinture, Paris, galerie Mercier, 2021.
- Vincent Bebert. La peinture toujours recommencée,  éditions El Viso, Paris, 2021.
- André Boubounelle. Le voyage immobile. Peintures, avec un texte d'Arnaud Clément, éditions Conférence, Trocy-en-Multien, 2022.
- Texte sur Yves Bonnefoy dans le volume consacré à ce poète dans la collection de la Pléiade, Paris, éditions Gallimard, 2023.
- Quoi qu'il en soit... Photographies de Jean Yves Cousseau, art3-Plessis éditions, 2023.
- Texte dans Bissière. La part de l'autre, avec un texte de Florian Rodari, éditions La Dogana, Genève, 2023.
- Georges Seurat, Archives d'un regard II, Fondation Marie Anne Poniatowski Krugier, Genève, 2024